# ヘルマン・アーダム・フォン・カンプ
ヘルマン・アーダム・フォン・カンプ（Hermann Adam von Kamp、1796年9月15日 - 1867年11月26日）は、ドイツの教育学者・作家・作詞家である。
彼が1818年に書き、1829年に発表した歌『五月はものみなあらたに（Alles neu macht der Mai）』 は、ドイツ語で書かれた貴重な文化的遺産ともいうべき楽曲の一つである。

## 生涯
ヘルマン・アーダム・フォン・カンプは1814年から自らの死に至るまで、ミュールハイム・アン・デア・ルールで教師を務めた。彼は1814年、ブロイヒ城の城主であるゲオルク・カール・フォン・ヘッセン＝ダルムシュタット方伯・公爵により、ブロイヒ学校での職に任命された。この教職の一環として、おそらくは雇用主の依頼を受け、カンプは19世紀初頭のミュールハイム市の記録を行った。後には彼の記録はデュースブルク郡（1824年当時、エッセンからディンスラーケンまで至る地域）へと拡大された。これにより、カンプは当時のこの地域の現実に密着した記録を残したのである。しかし彼は、主に児童文学の分野において業績を認められている。
1864年、ヘルマン・アーダム・フォン・カンプは教職50周年にあたって赤鷲勲章を授与された。ミュールハイム市の歴史協会は、彼の死後の1929年7月14日（「五月はものみなあらたに」の出版100周年）、ヴィットハウスブッシュに記念碑を建てた。
2010年4月、カンプの長年忘れ去られていた作品が、国際的な注目を浴びた。1830年に出版された短編『アルプス山の少女アデレード（Adelaide, das Mädchen vom Alpengebirge）』が、スイスの女性作家ヨハンナ・シュピリの『アルプスの少女ハイジ（Heidi）』二部作のモデルになっていると、フランクフルトのドイツ文学研究者ペーター・ビュトナーが指摘したためである。ビュトナーの仮説はスイスの公共放送スイス・テレビの番組で取り上げられた。あらすじは以下の通りである。オランダの大商人エーデルラントはアルプスを気に入り、10歳の少女アデレードにすみれの花で歓待され、その祖父に財布を渡してお礼をする。祖父は大叔父からペンシルバニアに莫大な遺産を相続するが渡米を迷う。祖父の帰天を機にアデレードは父弟妹とともに渡米し、家政婦のいる豊かな生活を送る。アデレードは一人、新世界の裕福な生活に慣れずホームシックとなるが、偶然にも仲良くなった地元オランダ商の叔父がエーデルラントであり、アデレードをアルプスに連れて帰り、大人になった彼女を妻に迎えて幸せに暮らす。
もっとも、シュピリ研究者レギーネ・シンドラーは、この説に留保をつけている。また『新チューリヒ新聞』も、両作品の類似は表面的なものに過ぎず、大幅な相違があると指摘している。

## 主な作品と研究文献
- Hermann Adam von Kamp und Gustav Lauterfeld: Mühlheim an der Ruhr. Alt-Mühlheim um das Jahr 1835. Portrait einer Schiffer- und Kohlenstadt an der unteren Ruhr mit einer Beschreibung des Kreises Duisburg. herausgegeben vom Geschichtsverein der Stadt Mülheim an der Ruhr, Folge 16 der Zeitschrift des Geschichtsvereins; Siepmann, Mülheim/R. 1966
- Hermann Adolf von Kamp: Das Schloß Broich und die Herrschaft Broich. Eine Sammlung geschichtlicher Merkwürdigkeiten I. Theil. Nebst einer Abbildung vom Schlosse Broich und dessen nächster Umgebung. 1851 (Reprint des Verkehrsvereins Mülheim an der Ruhr e.V. 1982).
- Hermann Adam von Kamp: Adelaide, das Mädchen vom Alpengebirge in: Natur und Menschenleben. Drei Erzählungen für Kinder zur Unterhaltung, Belehrung und Warnung. Bädeker, Essen, 1830.
- Gregor Sanders: Hermann Adam von Kamp: „Aus der Schule ins Grab“ - Ein Volksschullehrer aus dem 19. Jahrhundert. Mülheim an der Ruhr, Jahrbuch 2004, S. 313-322. Herausgegeben vom Verkehrsverein Mülheim an der Ruhr e.V.

## 関連文献
- ペーター・ビュトナー『ハイジの原点 アルプスの少女アデライーデ』 川島隆 訳、郁文堂、2013年、ISBN 978-4261073157